# Ouenza
Ouenza là một đô thị thuộc tỉnh Tébessa, Algérie. Dân số thời điểm năm 2002 là 45.881 người.